# Club Deportivo Don Benito
El Club Deportivo Don Benito es un club de fútbol de España de la ciudad extremeña de Don Benito, en la Provincia de Badajoz. El club milita en Segunda Federación tras su ascenso directo en la temporada 2023-2024.

## Historia
El Club Deportivo Don Benito fue fundado en 1928 como Club Deportivo Balompié Don Benito y actualmente juega en la Segunda Federación, (Grupo XIV). Ha jugado en Segunda División B 6 temporadas (1988-89, 2000-01, 2004-05, 2018-19, 2019-20 y 2020-21) y 2 en Segunda Federación (2021-22 y 2022-23). Cuenta con 8 ligas de Tercera División y consiguiendo el ascenso a Segunda División B en 4 ocasiones por 14 intentos de ascenso.
En la temporada 2007/08 terminó 1º pero no subió a Segunda División B al perder contra el Peña Deportiva Santa Eulalia en la final por un gol (1-0 en la ida y 0-0 en la vuelta).
Su último ascenso fue contra Unionistas de Salamanca CF por un resultado global de 1-0. Quedando en la ida en Salamanca 0-0 y en la vuelta en Don Benito 1-0 en la temporada 2017/18.
En la temporada 2018/2019 consiguen en la penúltima jornada salvarse del descenso directo, y en la última jornada logra la permanencia, evitando jugar el playoff por el descenso. Consigue así por primera vez en su historia mantenerse en Segunda División B.
En la temporada 2022-23, tras 5 temporadas seguidas en Segunda División B y posteriormente en la Segunda Federación, descendería a Tercera Federación tras acabar la liga como colista de su grupo.
En Tercera Federación el equipo extremeño jugaría una gran temporada logrando proclamarse campeón de liga y volviendo a Segunda Federación un año después.

## Uniforme
- Uniforme titular: Camiseta Rojiblanca, Pantalón Azul, Medias Rojas.
- Uniforme alternativo: Camiseta con Líneas Celeste, Pantalones Celestes y Medias Blancas.
- Patrocinadores: (Alsat) / Ayuntamiento de Don Benito / Junta de Extremadura / Diputación de Badajoz / Tiendas Pavo / Ferretería Industrial Grupo 15.
- Marca Deportiva:  Hummel.

## Estadio
- Nombre: Vicente Sanz.

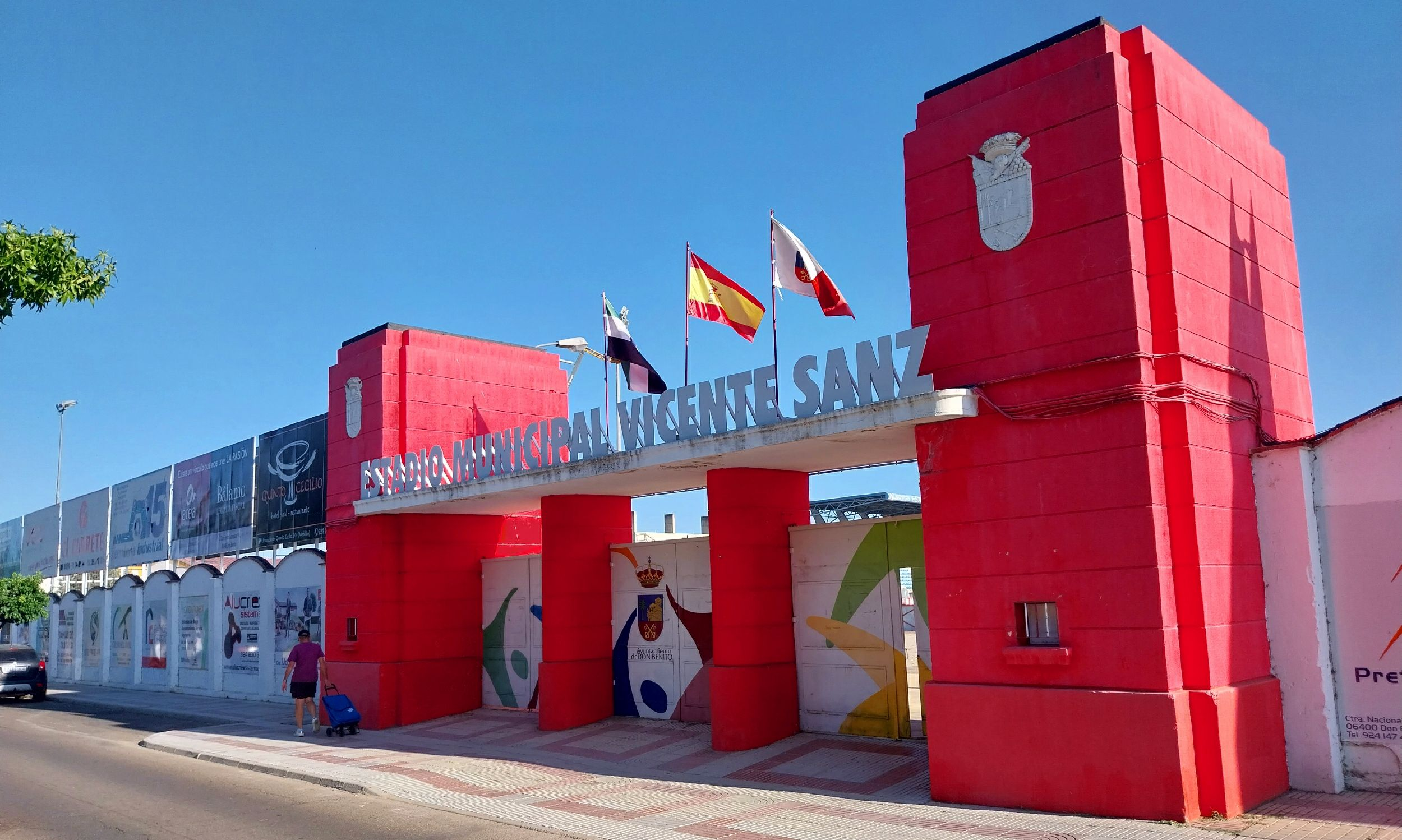
Estadio Municipal Vicente Sanz

- Capacidad: 1000 espc en preferencia y 4000 espc en tribuna . 5000 espectadores en total.
- Inauguración: El Estadio Municipal fue inaugurado el 10 de septiembre de 1957 ante el Atlético de Madrid.
- Dimensiones: 105 x 67

## Datos del club
- Dirección: Eusebio Parejo Seco 1, 06400 Don Benito, Badajoz
- Teléfono: 924 80 23 03
- Socios/Abonados: 1500 aprox.
- Nº de Peñas: Peña Los Moraos, Peña la Bellota, Peña Orgullo Calabazon, Peña Bar Asturias, Peña Los Barros y Peña Frente Opuesto.

## Datos históricos
- Temporadas en 1.ª: 0
- Temporadas en 2.ª: 0
- Temporadas en 1.ª Federación: 0
- Temporadas en 2.ªB: 5
- Temporadas en 2.ª Federación: 2
- Temporadas en 3.ª Federación: 1
- Temporadas en 3.ª: 53 (Puesto 7.º en la clasificación histórica de la categoría)  | Campeón: 8 | Subcampeón: 7
- Mejor puesto en la liga: 1.º  (8) Tercera División Temporadas 1954/55, 1955/56, 1987/88, 1990/91, 1994/95, 2003/04, 2007/08 y 2017/18
- Peor puesto en la liga: 19.º Segunda División B Temporada 2000/01

### Temporadas
| Temporada | 1.ª | 2.ª | 1.ª RFEF | 2.ªB / 2.ª RFEF | 3.ª / 3.ª RFEF | Pref. | 1.ª Rg. |
| --------- | --- | --- | -------- | --------------- | -------------- | ----- | ------- |
| 23-24     | _   | _   | _        | _               | 1.º(G.14)      | _     | _       |
| 22-23     | _   | _   | _        | 18.º(G.5)       | _              | _     | _       |
| 21-22     | _   | _   | _        | 13.º(G.4)       | _              | _     | _       |
| 20-21     | _   | _   | _        | 5.º / 6.º       | _              | _     | _       |
| 19-20     | _   | _   | _        | 14.º(G.4)       | _              | _     | _       |
| 18-19     | _   | _   | _        | 15.º(G.4)       | _              | _     | _       |
| 17-18     | _   | _   | _        | _               | 1.º(G.14)      | _     | _       |
| 16-17     | _   | _   | _        | _               | 4.º(G.14)      | _     | _       |
| 15-16     | _   | _   | _        | _               | 5.º(G.14)      | _     | _       |
| 14-15     | _   | _   | _        | _               | 7.º(G.14)      | _     | _       |
| 13-14     | _   | _   | _        | _               | 7.º(G.14)      | _     | _       |
| 12-13     | _   | _   | _        | _               | 3.º(G.14)      | _     | _       |
| 11-12     | _   | _   | _        | _               | 4.º(G.14)      | _     | _       |
| 10-11     | _   | _   | _        | _               | 7.º(G.14)      | _     | _       |
| 09-10     | _   | _   | _        | _               | 8.º(G.14)      | _     | _       |
| 08-09     | _   | _   | _        | _               | 4.º(G.14)      | _     | _       |
| 07-08     | _   | _   | _        | _               | 1.º(G.14)      | _     | _       |
| 06-07     | _   | _   | _        | _               | 2.º(G.14)      | _     | __      |
| 05-06     | _   | _   | _        | _               | 3.º(G.14)      | _     | _       |
| 04-05     | _   | _   | _        | 18.º(G.4)       | _              | _     | _       |
| 03-04     | _   | _   | _        | _               | 1.º(G.14)      | _     | _       |
| 02-03     | _   | _   | _        | _               | 2.º(G.14)      | _     | _       |
| 01-02     | _   | _   | _        | _               | 2.º(G.14)      | _     | _       |
| 00-01     | _   | _   | _        | 19.º(G.4)       | _              | _     | _       |
| 99-00     | _   | _   | _        | _               | 2.º(G.14)      | _     | _       |
| 98-99     | _   | _   | _        | _               | 3.º(G.14)      | _     | _       |
| 97-98     | _   | _   | _        | _               | 10.º(G.14)     | _     | _       |

## Palmarés

### Títulos nacionales
- Campeón de Tercera Federación (1): 2023-24
- Campeón de Tercera División (8): 1954-55 (Gr. XIV), 1955-56 (Gr. XIV), 1987-88 (Gr. XIV), 1990-91 (Gr. XIV), 1994-95 (Gr. XIV), 2003-04 (Gr. XIV), 2007-08 (Gr. XIV), 2017-18 (Gr. XIV). 
  - Subcampeón de Tercera División (6): 1980-81 (Gr. X), 1985-86 (Gr. XIV), 1999-00 (Gr. XIV), 2001-02 (Gr. XIV), 2002-03 (Gr. XIV), 2006-07 (Gr. XIV).

### Trofeos amistosos
- Trofeo Ciudad de Mérida (2): 1982, 1987.
- Trofeo Ciudad de Almendralejo (2): 1978, 1981.